# Berlinovo Immobilien Gesellschaft
Die Berlinovo Immobilien Gesellschaft mbH (Eigenschreibweise: berlinovo) ist eine landeseigene Wohnungsgesellschaft mit Sitz in Berlin. Sie betreibt rund 31.100 Mieteinheiten und beschäftigt über 450 Mitarbeiter (Stand 2023). Vorgänger des Unternehmens war die Berliner Immobilien Holding GmbH. Neben Wohnungen in Berlin und Brandenburg sowie Gewerbe besitzt die Berlinovo auch diverse Immobilien in ganz Deutschland, darunter Baumärkte, Bürogebäude und Einkaufszentren. Im Jahr 2022 erzielte die Berlinovo einen Jahresüberschuss von 141,4 Millionen Euro.

## Geschichte

### Entstehung und Berliner Bankenskandal
Im Jahr 1964 wurde die städtische Gesellschaft Arwobau (Arbeitnehmerwohnheimbau) in West-Berlin gegründet, um angeworbenen Arbeitskräften aus Westdeutschland für eine Übergangszeit ein Dach über dem Kopf zu bieten, da die Stadt an Fachkräftemangel litt. In Ost-Berlin gab es währenddessen die AWH (Arbeiterwohnheim), später Arwoge (Arbeitnehmer- und Wohnheimbaugesellschaft mbH, genannt Arbeiterwohnheimverwaltung), um vor allem die Bauarbeiter, die die neuen Bezirke Marzahn, Hellersdorf und Hohenschönhausen errichteten sowie die ausländischen Vertragsarbeiter der DDR unterzubringen. Nach der Wiedervereinigung kooperierten die beiden Gesellschaften und fusionierten 1994 zur Arwobau.
1994 fasste der Berliner Senat alle Bankenbeteiligungen des Landes in einer Holding zusammen: Die Bankgesellschaft Berlin, bestehend aus privatrechtlichen und öffentlich-rechtlichen Instituten. Eine eigens gegründete Tochter der Bankgesellschaft, die Immobilien- und Baumanagement GmbH (IBG), stieg in das Geschäft mit Immobilienfonds ein und warb Geld von Anlegern ein, das sie über die Fonds in Immobilien investierte. Die Fonds waren erfolgreich, sodass die IBG sowohl im gesamten Bundesgebiet als auch im Ausland Immobilien erwarb und, vor allem im Osten Berlins, auch selbst baute, um das eingeworbene Kapital zu investieren.
Im Jahr 1996 veräußerte das Land Berlin seine Anteile an der Arwobau an die zur Landesbank Berlin gehörende Bavaria Objekt- und Baubetreuung GmbH, womit die Arwobau als erste Wohnungsbaugesellschaft in Berlin privatisiert wurde. Zu dieser Zeit betreute sie 13.600 Mieteinheiten und hatte 346 Mitarbeiter. Sie hatte keinen gemeinnützigen Status.
Die IBG versprach Anlegern garantierte Mieteinnahmen über Jahrzehnte sowie die Übernahme von Mietausfällen bei leerstehenden Immobilien. Die daraus resultierende Überbewertung der Immobilien wurde jedoch aufgedeckt und die Bankgesellschaft brach 2001 zusammen (Berliner Bankenskandal). Als Sofortmaßnahme stellte das Land Berlin eine Bürgschaft in Höhe von 3,6 Mrd. Euro zur Absicherung der Risiken aus den Immobiliengeschäften. Infolgedessen wurde die Landesbank Berlin abgewickelt und ihre nun mit hohen finanziellen Risiken belastete Tochtergesellschaft IBG vom Land Berlin übernommen. Vor dem Hintergrund der durch das Land Berlin ausgereichten Bürgschaft wurde das Immobiliendienstleistungsgeschäft unter der neu gegründeten Berliner Immobilen Holding GmbH (BIH) gebündelt. Diese wurde im Jahr 2012 in Berlinovo Immobilien Gesellschaft mbH (berlinovo) umfirmiert. Die komplexe Unternehmensstruktur der damaligen BIH-Holding wurde verschlankt. Lediglich das Apartmentgeschäft in Berlin wurde unter dem eingeführten Namen Arwobau fortgeführt. Im Jahr 2014 folgte die Umbenennung der Arwobau in Berlinovo Apartment GmbH.
Seit 2012 veräußerte die Berlinovo in mehreren Paket- und Einzeltransaktionen Immobilien. Darunter waren in 2013 ein Wohnpaket mit 57 Einzelobjekten mit knapp 15.000 Mieteinheiten außerhalb Berlins (vorwiegend in Niedersachsen, Brandenburg, Mecklenburg-Vorpommern und Sachsen), 2016 ein Pflegeheimpaket mit 28 Pflegeheimen in acht Bundesländern sowie die Auslandsobjekte (vor allem in den USA und Großbritannien).

### Umfirmierung zur Berlinovo
Aufgrund der Historie und der Verschuldung der Berlinovo war diese seit der Umfirmierung nicht die Besitzerin der Wohnungen, sondern nur Verwalterin der Immobilienfonds, die die Wohnungen besitzen. Seit 2004 kaufte das Land Berlin die Fonds sukzessive zurück und besaß 2012 zum Zeitpunkt der Umbenennung in Berlinovo 96,1 Prozent der Fondsanteile. Ebenfalls im Jahr 2012 schloss das Land Berlin mit den anderen sechs landeseigenen Wohnungsbaugesellschaften Degewo, Gewobag, Gesobau, Howoge, Stadt und Land und WBM ein Mietenbündnis zur Deckelung der Mietsteigerungen und zur Förderung der sozialverträglichen Wohnungsvergabe. Die Berlinovo wurde nicht in dieses Bündnis mit einbezogen, da eine Priorität auf ihren Schuldenabbau gelegt wurde.
Im Geschäftsjahr 2013 verwaltete das Unternehmen fast 38.000 Wohnungen und 2.700 Gewerbeobjekte. 2014 initiierte Berlinovo den Bau von Studierendenwohnheimen, um so günstigen Wohnraum für Studierende in Berlin zu schaffen. 2016 wurde mit dem Bau eines ersten Wohnheimes begonnen, das 2017 fertiggestellt wurde. Bis zum Jahr 2023 wurden seither insgesamt 2.550 Wohnheimplätze für Studierende errichtet. Ebenso stellte das Unternehmen Wohnraum für Flüchtlinge im Zuge der Flüchtlingskrise 2015/16 bereit.
2017 eröffnete Berlinovo ein Studierendenapartmenthaus in Lichtenberg und begann mit dem Bau weiterer Apartments in Lichtenberg und Pankow. Ebenfalls ab 2017 begann Berlinovo auch die Planung des Baus von Mikroapartments für Senioren. 2018 begann Berlinovo damit, 153 Gewerbegrundstücke in elf Bundesländern zu verkaufen, um seinen Schuldenabbau voranzutreiben. Im selben Jahr erklärte der derzeitige Finanzsenator Matthias Kollatz (SPD) den Berliner Bankenskandal für überwunden, da die Berlinovo wieder schwarze Zahlen schreibe. Die Anteile an den Immobilienfonds, die 2018 noch zu 99,5 Prozent beim Land Berlin gelegen hatten, gingen zum 1. Januar 2020 vollständig an die Berlinovo über.
Im Rahmen des Berliner Mietendeckels in den Jahren 2020 und 2021 nahm die Berlinovo im Vergleich zu den anderen landeseigenen Wohnungsbaugesellschaften eine Sonderstellung ein, indem sie Schattenmieten (Mieten, die beim Wegfallen des Mietendeckels in Kraft treten) vereinbarte. Im September 2021 gingen 4.065 Wohnungen der Deutsche Wohnen und Vonovia in den Besitz der Berlinovo über. Ende 2022 trat in Berlin ein Mietenstop in Kraft, bei dem diesmal auch die Berlinovo zusammen mit den anderen sechs Berliner landeseigenen Wohnungsbaugesellschaften beteiligt war. Dabei verpflichteten sie sich zu festen Neubauzielen, zur Vermietung eines bestimmten Anteils von Wohnungen an Inhaber eines Wohnberechtigungsscheins (WBS) und zur Begrenzung von Mieterhöhungen auf zwei Prozent jährlich.
Um Berlin für Landesbedienstete sowie Beamtenanwärter und Auszubildende attraktiver zu machen, spezialisierte sich die Berlinovo 2022 auf die Segmente „Studierendenwohnen“ sowie „Mitarbeiterwohnen für Berliner Landesunternehmen und die öffentliche Verwaltung“ und begann mit dem Bau 30 neuer Wohnobjekte. Bereits im März 2022 eröffnete das Unternehmen das erste Apartmenthaus speziell für Polizisten und Feuerwehrleute auf einem Polizeigelände. Des Weiteren stellt es 4.500 Wohnungen, das sind 70 % des Bestandes, den Berufsgruppen der Landesbediensteten zur Verfügung. Auch in Zukunft frei werdende Wohnungen gehen weiterhin an diese Berufsgruppen. Der Berliner Senat verpflichtete sich außerdem dazu, in der 2022er Legislaturperiode 35.000 neue Sozialwohnungen in Berlin zu bauen, wozu auch die Berlinovo beiträgt. Im ersten Halbjahr des Jahres 2022 stellte sie hierfür 350 neue Wohneinheiten fertig.
Berlinovo baut ebenso nach seinem Ursprungsgedanken auch wieder Werkswohnungen, wie z. B. die 2023 fertiggestellten 76 Werkswohnungen für das Universitätsklinikum Charité.

## Unternehmensstruktur
Im Jahr 2023 erwirtschaftete Berlinovo einen Umsatz von über 313 Mio. Euro und beschäftigte zum Jahresende 456 Mitarbeiter. Während das Land Berlin 100%iger Eigentümer der Berlinovo ist, sind die Immobilienfonds seit 2020 wieder vollständig im Besitz der Berlinovo selbst.
Die Berlinovo besitzt zudem diverse Tochterunternehmen und Unternehmensbeteiligungen, Stand 2023 zählten rund 60 Unternehmen zum Konsolidierungskreis der Berlinovo Immobilien Gesellschaft mbH.